# Gumerište
Gumerište es un pueblo ubicado en el territorio de Vranje, en el distrito de Pčinja, Serbia.

## Superficie
Posee una superficie de 6,497 kilómetros cuadrados.

## Demografía
Hasta 2011 la población era de 5 habitantes, con una densidad de población de 0,7696 habitantes por kilómetro cuadrado.